# Blanc de bœuf
Blanc de bœuf est une marque commerciale Belge sous laquelle est commercialisée la graisse (suif) de bœuf utilisée pour la cuisson des frites, mais est également souvent utilisée pour désigner, par antonomase, la graisse de bœuf de friture en général.
Il est commercialisé par le groupe agroalimentaire Belge Vandemoortele. Blanc de bœuf (en français), Ossenwit (en néerlandais), Ox-White (en anglais) et Ochsenweiss (en allemand) sont des marques internationales déposées par Vandemoortele.
Si son fabricant vante « un goût et un croustillant inégalés », les médecins soulignent que « sa teneur en acides saturés bat tous les records » et est « dangereuse pour le cœur » (49 grammes pour 100 grammes).